# Distretto di Mossuril
Il distretto di Mossuril è un distretto del Mozambico, facente parte della Provincia di Nampula.